# Метанівка
Метанівка — село в Україні, у Соболівській сільській громаді Гайсинського району Вінницької області. Населення становить 947 осіб. Через село протікає р. Сура. За 2 км від села розташована зупинка Орлик, де зупиняється поїзд Вінниця-Гайворон.

## Історія
31 травня 2017 року декілька десятків озброєних осіб напали зі зброєю на місцеве фермерське господарство. Поліція одразу затримала 45 рейдерів, шестеро поранені. За попередньою інформацією, це конфлікт з приводу земельних паїв.
12 червня 2020 року, відповідно розпорядження Кабінету Міністрів України № 707-р «Про визначення адміністративних центрів та затвердження територій територіальних громад Вінницької області», село увійшло до складу Тростянецької селищної громади.
17 липня 2020 року, в результаті адміністративно-територіальної реформи і ліквідації Тростянецького району, село увійшло до складу Гайсинського району.

## Знані земляки
- Войт Петро Павлович (нар. 1949) — український письменник.